# Marotsipoy
Marotsipoy est une commune rurale située dans le district d'Anjozorobe, dans la région d'Analamanga, à Madagascar.

## Sécurité
En août 2024, Marotsipoy a été le théâtre d'événements tragiques liés à l'insécurité. Cinq otages y ont été kidnappés le 4 août 2024 et exécutés le 29 août 2024 par leurs ravisseurs. Les victimes, trois cousins, leur beau-frère et leur aide-chauffeur, ont été attachées à des arbres et abattues à bout portant. Les ravisseurs ont exigé une rançon de 200 000 000 d'ariary, mais les familles n'ont pas pu payer. Cet incident a mis en lumière les défis sécuritaires auxquels la commune est confrontée et a conduit à une intervention directe des Forces de Défense et de Sécurité (FDS) sur ordre du président Andry Rajoelina.